# AS112
AS112 — группа DNS-серверов, отвечающих на запросы обратного разрешения (reverse lookup) адресов, которые не должны быть глобально маршрутизируемыми. Это следующие диапазоны:
- адреса для частного использования;[2]
- канальные (link-local) адреса.[3]

Поскольку такие адреса могут одновременно использоваться множеством разных сетей и не должны использоваться в публичном Интернете, у них по определению не может существовать публично доступной обратной зоны. В качестве ответа на запрос обратного разрешения должен выдаваться NXDOMAIN (имя не найдено). Тем не менее, такие запросы могут выполняться достаточно часто, например программным обеспечением, которое выполняет обратное разрешение при журналировании для лучшей читаемости системного журнала человеком.
Для ответов на эти запросы были созданы три сервера (prisoner.iana.org, blackhole-1.iana.org и blackhole-2.iana.org), которые управлялись IANA. С распространением использования адресов из частного диапазона нагрузка на них слишком сильно возросла.
Для этой цели и был создан проект AS112, который поддерживается добровольцами, предоставляющими свои сервера. В числе операторов находятся RIPE NCC, VeriSign, Hurricane Electric, Microsoft и другие известные организации.
Чтобы стать оператором, нужно иметь зарегистрированный номер автономной системы.
Название проекта происходит от номера автономной системы (AS), зарегистрированной для этой цели:
```
aut-num:        AS112
as-name:        ROOTSERV
descr:          Root Server Technical Operations Assn
descr:          See: 
http://www.as112.net/

descr:          $Id: aut-num_AS112,v 1.6 2014/04/14 09:58:25 nico Exp $
```

## Технические подробности
Сервера работают по схеме anycast. Каждый узел AS112 состоит из двух компонентов:
- BGP-маршрутизатора, который анонсирует подсеть 192.175.48.0/24;
- DNS-сервера, настроенного отвечать на запросы о сетях:
  - 10.0.0.0/8;
  - 172.16.0.0/12;
  - 192.168.0.0/16;
  - 169.254.0.0/16.

Узлы используют следующие адреса:
- 192.175.48.1 (prisoner.iana.org);
- 192.175.48.6 (blackhole-1.iana.org);
- 192.175.48.42 (blackhole-2.iana.org).

Также узлы должны собирать и предоставлять статистику по адресам, с которых приходят запросы.